# Shahrestān di Anar
Lo shahrestān di Anar (farsi شهرستان انار) è uno dei 23 shahrestān della provincia di Kerman, il capoluogo è Anar. Lo shahrestān è suddiviso in una circoscrizione (bakhsh): 
- Centrale (بخش مرکزی), con le città di Anar e Aminshahr